# Sussex Slipcote
Le Sussex Slipcote est un fromage anglais à base de lait de brebis produit par les laiteries High Weald dans le Sussex de l'Ouest. Le fromage est généralement de forme ronde avec une texture très molle. Il existe deux explications pour l'origine du nom de ce fromage. Les laiteries High Weald avancent que slipcote provient du vieil anglais slip et cote (« petit cottage »). L'autre explication est que le mot slipcote décrit la tendance du fromage à couler, arrivé à maturité.
Le Sussex slipcote est produit en Angleterre depuis le Moyen Âge comme précidé dans le Law's Grocers' Manual.
Ce fromage a gagné une médaille de bronze aux British Cheese Awards en 2008.

## Sources
- (en) Cet article est partiellement ou en totalité issu de l’article de Wikipédia en anglais intitulé « Sussex Slipcote » (voir la liste des auteurs).